# Sittendorfer Teich
Der Sittendorfer Teich ist ein Teich bei Sittendorf in der Marktgemeinde Grafenegg im Bezirk Krems in Niederösterreich.
Der nordöstlich des Ortskerns von Sittendorf gelegene Teich war ursprünglich ein Teil eines Gerinnes, das die Fluren nördlich des Ortes entwässerte und in alten Urkunden als Kampl bezeichnet wurde. Das Wasser des Kampls wurde später aufgefangen und diente zur Tränke des Viehs sowie im Winter als Eisteich. Bis in die 1960er-Jahre lagerte an seinem Ufer fallweise auch fahrendes Volk. Der Teich entwässert in den Mühlkamp, einen aus dem Kamp ausgeleiteten Mühlkanal.
Heute stellt der Sittendorfer Teich einen beliebten Naherholungsraum dar, der im Sommer zum Baden, Schwimmen, Zillenfahren und Fischen einlädt, während er im Winter als Natureislaufplatz genutzt wird.